# فرودگاه بور (سودان جنوبی)
فرودگاه بور (سودان جنوبی) (به انگلیسی: Bor Airport (South Sudan)) یک فرودگاه همگانی، غیرنظامی است که یک باند فرود سنگفرش دارد. این فرودگاه در شهر بور، سودان جنوبی کشور سودان جنوبی قرار دارد و در ارتفاع ۴۰۷ متری از سطح دریا واقع شده‌است.